# Pintura medieval

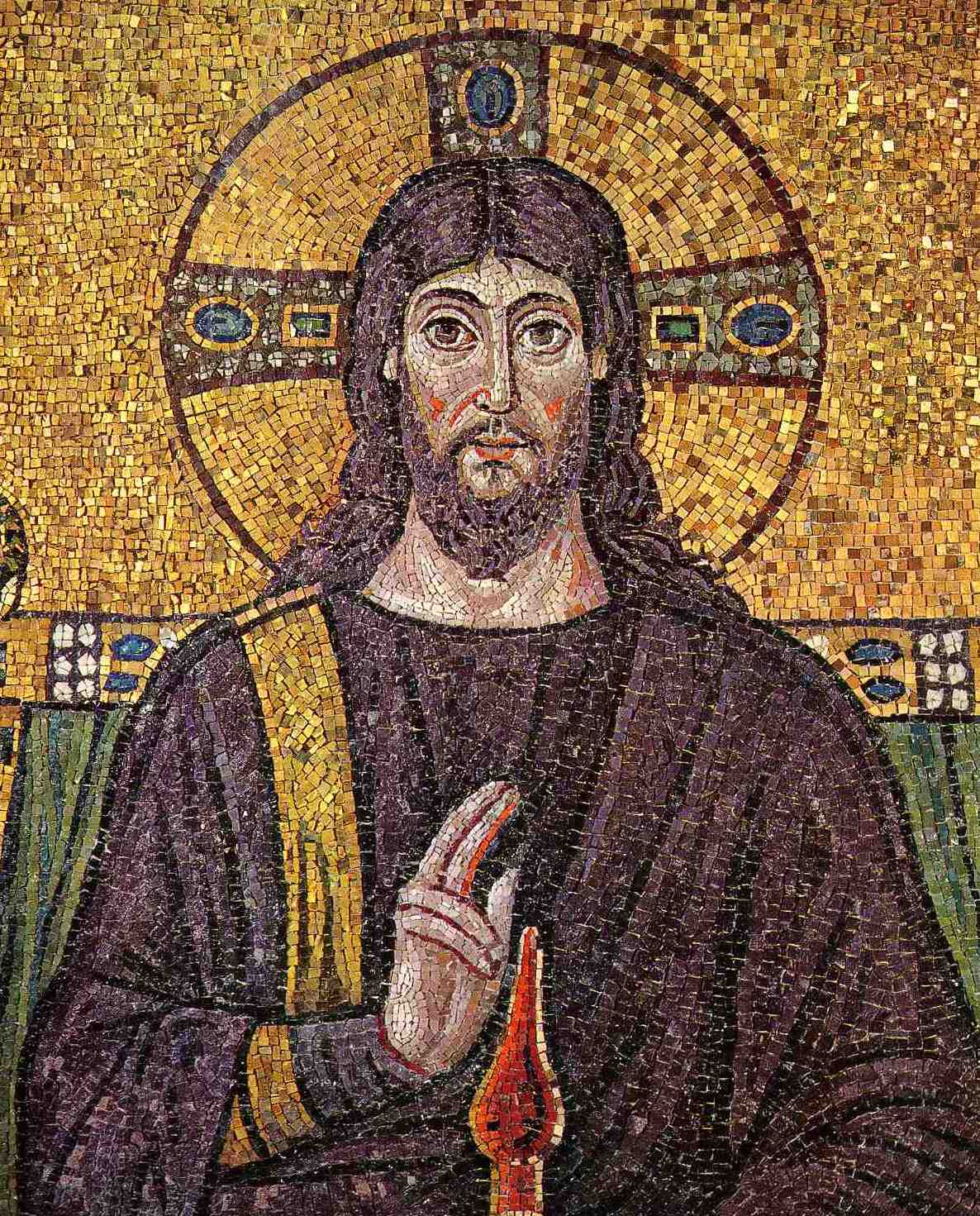
Crist com a pantocràtor (qui tot ho governa) en un mosaic de Sant Apol·linar el Nou, Ravenna. Mosaic romà d'Orient del. El nimbe crucífer i el gest de la mà en benedicció són representacions convencionals de la seva divinitat. El fons daurat expressa l'eternitat

El terme pintura medieval designa les produccions pictòriques de l'art medieval. L'edat mitjana és un període històric que té validesa fonamentalment per a la civilització occidental (segle v al segle xv). En les civilitzacions no occidentals es va desenvolupar contemporàniament, tot i que sense relació entre si, l'art pictòric, sobretot a l'Extrem Orient (pintura xinesa, pintura japonesa...), i també en zones de l'Amèrica Precolombina (cultura maia). L'art islàmic va estar molt més directament vinculat a l'art occidental, i tingué una àmplia presència al Pròxim Orient i al nord d'Àfrica (des del segle vii) i a la península Ibèrica (des del segle viii, l'art andalusí), però la pintura islàmica no tingué (per raons religioses com la prohibició de representar figures humanes) un desenvolupament comparable al de l'art cristià a partir de la pintura paleocristiana (art paleocristià).
Tot i que es poden rastrejar alguns vagues records o elements de continuïtat de la pintura medieval respecte a l'art clàssic grecoromà (com ara el drapejat de les figures o algunes convencions de representació del cos humà), el que hi predomina és una radical discontinuïtat entre tots dos, i en ressalten els forts trets de la personalitat pròpia del període.
La pintura medieval és sobretot una pintura religiosa exceptuant certs casos, que es fan més nombrosos al final de l'edat mitjana (retrats, sobretot com a donants que apareixen en una composició principalment religiosa). La representació del paisatge sol limitar-se al fons de les composicions, que en moltes ocasions es limita a un color pla (daurat, que simbolitza l'eternitat) o s'omple amb figures de manera gairebé obsessiva (horror vacui) que s'amunteguen en el primer pla, es juxtaposen en horitzontal o fins i tot en vertical, sense buscar efectes de profunditat. No es fa servir la perspectiva geomètrica fins als períodes finals (s'insinua en el gòtic amb escorços imperfectes de mobles o arquitectures i culmina amb el seu estudi matemàtic conscient en el Renaixement), i la perspectiva aèria hi és del tot absent. Sol usar-se la perspectiva jeràrquica, en què es representa amb major grandària la figura més important en rang teològic o social, sense consideració de la seva ubicació en l'espai. És molt important la utilització de símbols i un complex llenguatge iconològic.

## Períodes i estils

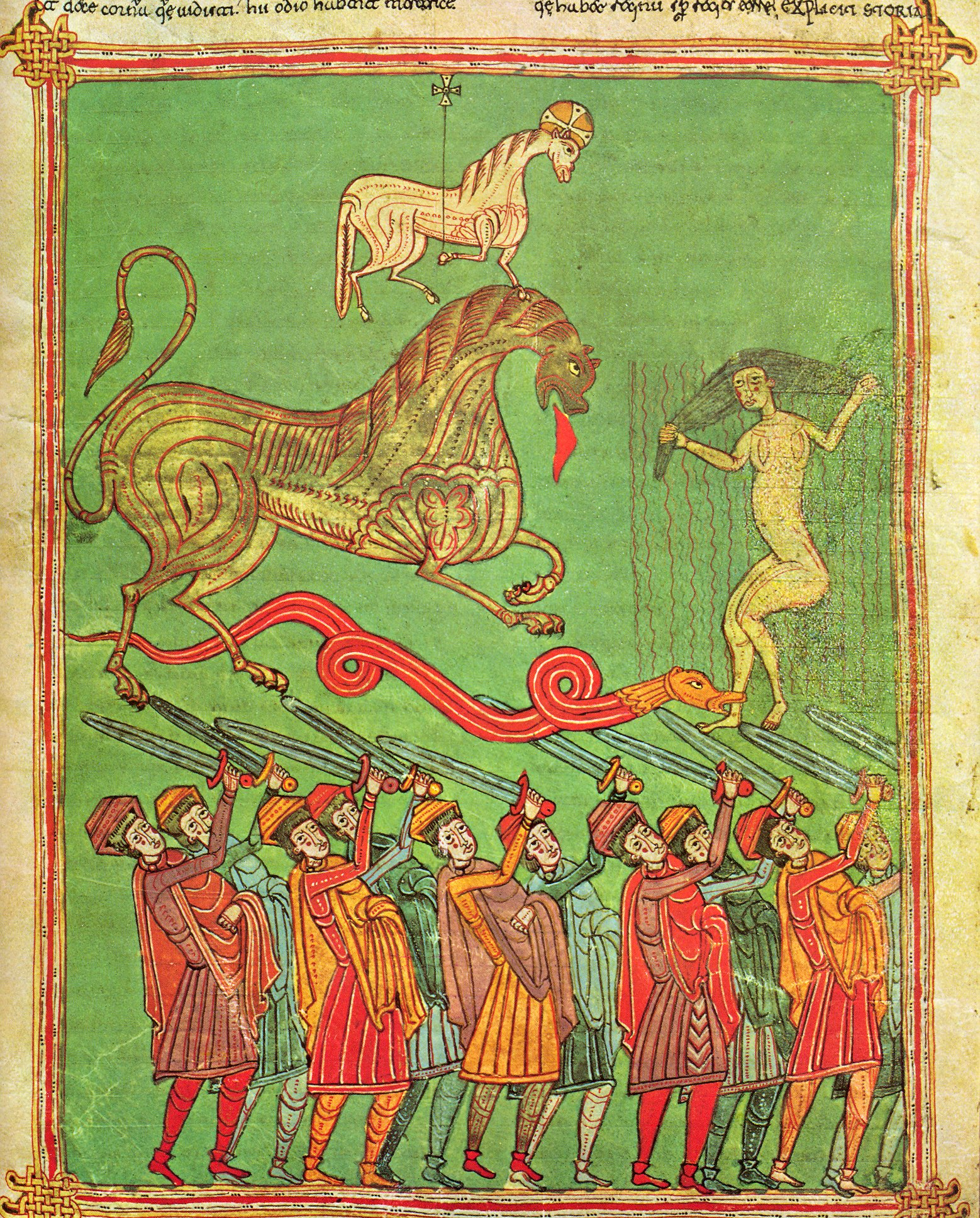
Beat d'Osma. La victòria del bé (escena de l'Apocalipsi)

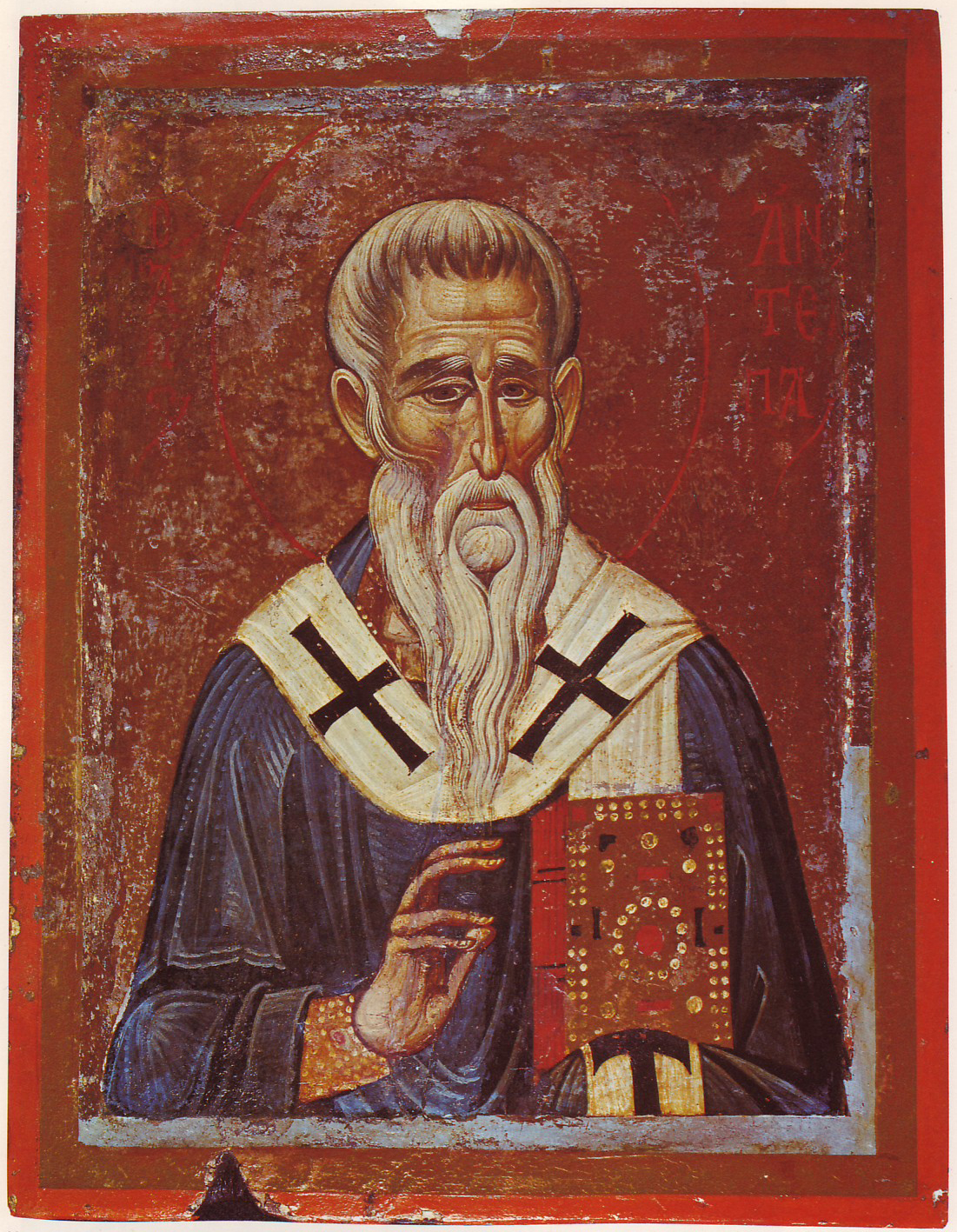
Icona de sant Antipas de Pèrgam, Monestir de Santa Caterina de la Muntanya Sinaí,

### Alta edat mitjana

#### Període preromànic
La pintura preromànica (des de l'any 500 fins al 1000) és la corresponent a l'art preromànic, concepte propi de l'Europa Occidental, subjecta a les invasions bàrbares i a l'establiment dels regnes germànics i l'Imperi carolingi. Les escassíssimes restes es limiten exclusivament a les miniatures amb què s'il·lustraven els manuscrits als scriptorium dels monestirs (Evangelari de Kells en l'art anglocèltic o hibernosaxó, beats en la pintura mossàrab, art mossàrab).

#### Període romà d'Orient
La pintura romana d'Orient es va desenvolupar en dos mitjans principals: els mosaics (en parets i cúpules) i les icones (en taules, el lloc en les esglésies era l'iconostasi, que separa els fidels de l'altar). La major part de la producció en la seva primera època ha desaparegut a conseqüència de diverses onades de destruccions, amb motiu de la querella iconoclasta (un enfrontament intern), les successives invasions islàmiques (àrabs a Síria, Palestina i Egipte; turcs a Anatòlia i als Balcans), i les croades (en què el saqueig fou fet pels cristians llatins). Alguns testimonis excepcionals en són els mosaics romans d'Orient de primera època situats a Ravenna (Sant Vidal de Ravenna, Sant Apolinar de Ravenna), i els de Sant Marc de Venècia. A Orient se n'han conservat alguns d'època posterior (Mistra, Hosios Loukas). El monestir de Santa Caterina del Sinaí, respectat malgrat els segles de domini musulmà, conserva una extraordinària col·lecció d'icones. La tradició de pintura d'icones, que es va conservar amb rígids convencionalismes, continuà als països eslaus (pintura russa) amb una evolució amb subtils variacions.

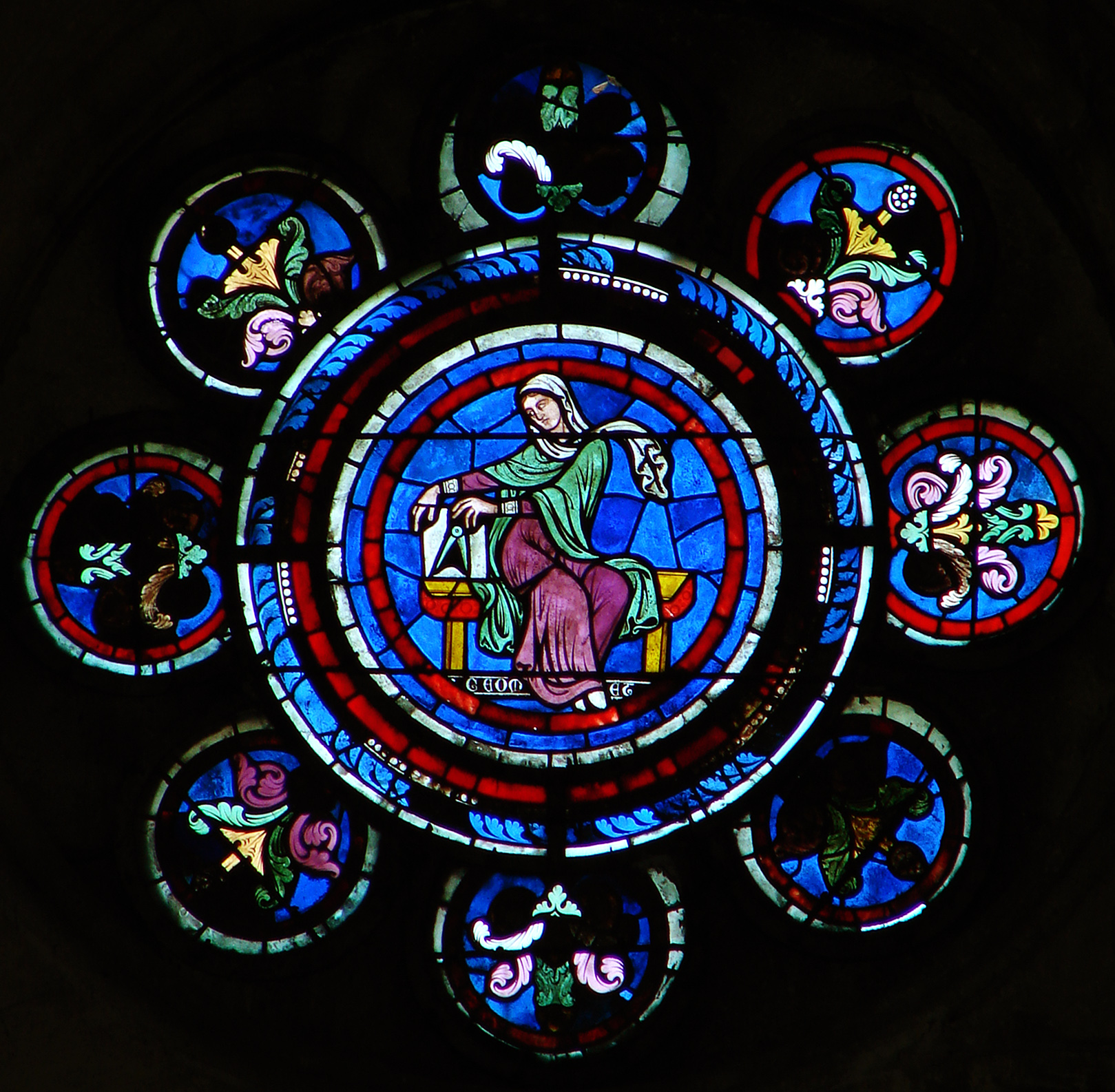
La geometria, vitrall del medalló de la rosassa del transsepte nord de la Catedral de Laon; començament del

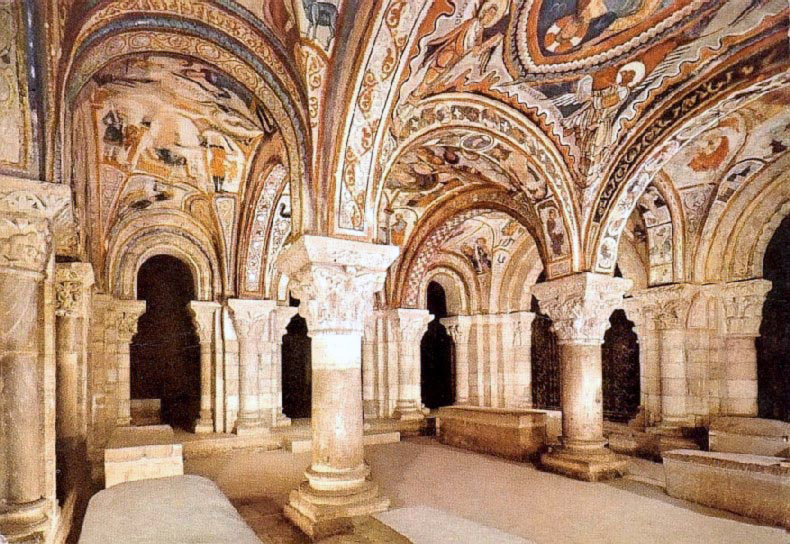
Frescos romànics de les voltes del Panteó dels Reis de la Col·legiata de Sant Isidor de Lleó

### Baixa edat mitjana
Encara que la il·lustració de manuscrits es va seguir realitzant durant tot el període (com ara en Les molt riques hores del Duc de Berry), la pintura es desenvolupà sobretot com a forma de cobrir grans superfícies arquitectòniques o en suports exempts, tant fixos com mòbils. Un art pictòric molt particular fou la confecció de vidrieres, en què l'artista treballa directament amb la llum i els seus efectes en l'espai arquitectònic. Els tapissos foren objecte en l'època d'una estima superior al que avui es considera pintura (tapís de Bayeux, col·lecció del Museu de Cluny). En els darrers segles medievals, la invenció del gravat va produir una revolució en el camp del dibuix i les arts gràfiques, amb decisives conseqüències, sobretot a partir de la invenció de la impremta.

#### Període romànic
La pintura romànica, que abasta del segle xi al segle xii, es caracteritza per frescos de vius colors i línies marcades, amb gran expressivitat i esquematisme, que cobreixen les parets de l'interior de les esglésies, sobretot l'absis. Els temes més repetits són de tradició bizantina, representats amb gran hieratisme (pantocràtor, tetramorf, Theotokos), així com les representacions narratives d'escenes evangèliques o de vides de sants.

#### Període gòtic
- Pintura gòtica (segle xiii i segle xiv). Sense deixar d'utilitzar el fresc, és més abundant l'ús del suport de lataula, aïllada o en retaules, al tremp. Les figures s'endolceixen o busquen una major expressivitat. Es representen escenes de la vida de Crist, molt humanitzades (nativitat, crucifixió). La tècnica es fa més complexa, buscant la representació de la tercera dimensió del volum (ombreig, coloracions menys homogènies). Es pot diferenciar entre:
  - Gòtic internacional.
  - La pintura del Duocento italià (segle xiii) té característiques peculiars, que en perspectiva històrica es consideren un precedent del Renaixement.
  - La pintura del Trecento italià (Trecento: segle xiv) s'afirma en la mateixa evolució.

#### Segle XV
- Pintura del Quattrocento a Itàlia (segle xv, l'inici del Renaixement italià)
- Primitius flamencs (Flandes). Es produeix la invenció de la tècnica de l'oli, que permet un extraordinari detallisme i precisió en la pinzellada.